# 東京電燈専用軌道
東京電燈専用軌道（とうきょうでんとうせんようきどう）は、かつて福島県にあった一級水系阿賀野川水系日橋川流域の東京電燈（現・東京電力）水力発電所建設のための専用軌道である。
ここでは、猪苗代第二発電所および猪苗代第三発電所建設に伴って敷設された大寺専用鉄道、猪苗代第四発電所建設に伴って敷設された広田専用軌道について記述する。

## 大寺専用鉄道
大寺専用鉄道（おおでらせんようてつどう）は、かつて福島県耶麻郡磐梯村（現・磐梯町）にあった猪苗代第二発電所および猪苗代第三発電所建設のための専用軌道である。
猪苗代第二発電所建設に伴い、資材輸送用に国鉄（現・東日本旅客鉄道（JR東日本））磐越西線大寺駅（現・磐梯町駅） - 猪苗代第二発電所間に敷設された。1918年（大正7年）の猪苗代第二発電所完成後に当専用軌道は一旦撤去された。
その後、猪苗代第三発電所建設に伴い、大寺駅 - 猪苗代第三発電所間に再度敷設された。当専用軌道の途中、猪苗代第二発電所付近で軌道がスイッチバックしており、日橋川には径間九十尺（約27.273m）2連の日橋川橋梁が架橋された。大寺駅の西側には当専用軌道の荷卸場が設置されていた。1926年（大正15年）の猪苗代第三発電所完成後に当専用軌道および日橋川橋梁は撤去された。

### 路線データ
猪苗代第三発電所建設時のもの。
- 路線距離：大寺駅 - 猪苗代第三発電所間 3.4哩（マイル）
- 軌間：二呎六吋（762mm）
- 軌条：25封度（ポンド）
- 駅数：2駅（起終点駅含む）
- 複線区間：なし（全線単線）
- 電化区間：不詳
- 動力：ボックスキャビン型電気機関車（電力は猪苗代第二発電所より供給）

## 広田専用軌道
広田専用軌道（ひろたせんようきどう）は、かつて福島県河沼郡日橋村（現・会津若松市河東町）にあった、猪苗代第四発電所建設のための専用軌道である。
猪苗代第四発電所建設に伴い、資材輸送用に国鉄（現・JR東日本）磐越西線広田駅 - 猪苗代第四発電所間（広田駅より堂島村（現・河東町）熊野堂を経由）に敷設された。当専用軌道の途中、日橋川には径間百五十尺（約45.455m）の日橋川橋梁（現・切立橋）が架橋された。1926年（大正15年）の猪苗代第四発電所完成後に当専用軌道は撤去されたが、日橋川橋梁は道路橋に転用されて切立橋として現存している。

### 路線データ
- 路線距離：広田駅 - 猪苗代第四発電所間 3.0哩（マイル）
- 軌間：二呎六吋（762mm）
- 軌条：25封度（ポンド）
- 駅数：2駅（起終点駅含む）
- 複線区間：なし（全線単線）
- 電化区間：不詳
- 動力：ボックスキャビン型電気機関車（電力は猪苗代第二発電所より供給）